# William Ogilby
William Ogilby (1808 – 1873) fue un naturalista irlandés.

## Biografía
Se dipomó en el Trinity College de Cambridge y fue secretario honorario de la Zoological Society of London desde 1839 hasta 1846; función que abandonó porque fue nombrado magistrado en el Condado de Tyrone en Irlanda.
Describió numerosas especies provenientes de expediciones en Europa y a las colonias, en la revista Magazine of Natural History. Su amigo, Leonard Jenyns (1800-1893), describió en los Anales de Historia Natural,[cita requerida] las especies que Ogilby recolectó en Alemania.

## Abreviatura (zoología)
La abreviatura Ogilby  se emplea para indicar a William Ogilby como autoridad en la descripción y taxonomía en zoología.

- Datos: Q597658
- Especies: William Ogilby